# Les Laurentides
A Regionalidade Municipal do Condado de Les Laurentides está situada na região de Laurentides na província canadense de Quebec. Com uma área de mais de dois mil e quinhentos quilómetros quadrados, tem, segundo o censo de 2005, uma população de cerca de quarenta mil pessoas sendo comandada pela cidade de Saint-Faustin–Lac-Carré. Ela é composta por 20 municipalidades: 3 cidades, 13 municípios, 2 cantões, 1 freguesia e 1 aldeia.

## Municipalidades

### Cidades
- Barkmere
- Mont-Tremblant
- Sainte-Agathe-des-Monts

### Municípios
- Huberdeau
- Ivry-sur-le-Lac
- Labelle
- La Conception
- Lac-Supérieur
- Lac-Tremblant-Nord
- La Minerve
- Lantier
- Montcalm
- Sainte-Lucie-des-Laurentides
- Saint-Faustin–Lac-Carré
- Val-des-Lacs
- Val-Morin

### Cantões
- Amherst
- Arundel

### Freguesia
- Brébeuf

### Aldeia
- Val-David

## Região Autônoma
A reserva indígena de Doncaster não é membro do MRC, mas seu território está encravado nele.